# Contea di Porter
La contea di Porter (in inglese Porter County) è una contea dello stato dell'Indiana, negli Stati Uniti. La popolazione al censimento del 2000 era di 146 798 abitanti. Il capoluogo di contea è Valparaiso.